# Спурій Фурій Медуллін (військовий трибун з консульською владою 400 року до н. е.)
Спу́рій Фу́рій Медуллі́н (лат. Spurius Furius Medullinus; V—IV століття до н. е.) — політичний та військовий діяч Римської республіки, військовий трибун з консульською владою 400 року до н. е.

## Біографія
Походив з давнього впливового патриціанського роду Фуріїв. Ймовірно його батьком був Луцій Фурій Медуллін, військовий трибун з консульською владою 432, 425 і 420 років до н. е.
Спурія Фурія було обрано військовим трибуном з консульською владою на 400 рік до н. е. разом з Публієм Ліцинієм Кальвом Есквіліном, Публієм Манлієм Вульсоном, Публієм Мелієм Капітоліном, Луцієм Тітінієм Пансою Сакком і Луцієм Публілієм Філоном Вульском в ході запеклої боротьби за доступ плебеїв в цю колегію. Того року римська армія відбила Анксур у вольськів. Про безпосередні дії Спурія Фурія під час цієї каденції відомостей немає.
З того часу про подальшу долю Спурія Фурія Медулліна згадок не знайдено.